# 745
745(칠백사십오)는 744보다 크고 746보다 작은 자연수다.

## 수학
- 합성수로, 그 약수는 1, 5, 149, 745다. 진약수의 합은 155이므로, 745는 부족수다.
- 피타고라스 삼조의 빗변의 길이이다.
  - {\displaystyle 216^{2}+713^{2}=745^{2}}[a]
  - {\displaystyle 407^{2}+624^{2}=745^{2}}[b]
- {\displaystyle 745=4^{2}+27^{2}=13^{2}+24^{2}}
- {\displaystyle 44^{4}-1}은 745로 나누어떨어진다.

## 과학·기술
- NGC 745: 에리다누스자리 방향에 있는 은하군.
- 745 마우리티아(영어판): 소행성.
- 코스모스 745호(영어판): 소련의 인공위성.

## 교통

### 철도
- 서울 지하철 7호선 남구로역의 역번호.

### 도로
- 745번 지방도: 전북특별자치도 순창군 유등면에서 진안군 마령면까지 이어지는 대한민국의 지방도.
- 현도 제745호선

## 군사
- 745 해군 항공대(영어판): 과거 존재한 영국의 해군 항공대.
- U-745(영어판, 독일어판): 제2차 세계 대전에 사용된 나치 독일의 군용 잠수함.

## 문화유산
- 대한민국의 보물 제745호: 월인석보

## 기타
- 연도: 745년, 기원전 745년